# The Hidden Wiki
The Hidden Wiki hay còn gọi là Wiki ẩn, là một trang web chứa những liên kết trang web có đuôi .onion và được thiết kế gần như giống với Wikipedia. 

## Lịch sử
Wiki ẩn đầu tiên được điều hành thông qua tên miền cấp cao nhất .onion chỉ có thể truy cập bằng cách sử dụng Tor hoặc cổng Tor. Trang chính của nó cung cấp một thư mục liên kết cộng đồng cho các dịch vụ ẩn khác, bao gồm các liên kết tuyên bố cung cấp rửa tiền, giết hợp đồng, tấn công mạng cho thuê, hóa chất lậu và làm bom. Phần còn lại của wiki về cơ bản cũng chưa được kiểm duyệt và cũng cung cấp liên kết đến các trang web lưu trữ hình ảnh khiêu dâm trẻ em và lạm dụng hình ảnh. 
Việc đề cập sớm nhất của wiki ẩn là từ năm 2007 khi nó được đặt tại 6sxoyfb3h2nvok2d.onion.
Một lặp đi lặp lại nổi tiếng của Hidden Wiki được thành lập một thời gian trước tháng 10 năm 2011, đến nổi bật với các hiệp hội của nó với nội dung bất hợp pháp.
Vào một thời điểm nào đó trước tháng 8 năm 2013, trang web được lưu trữ trên Freedom Hosting.
Vào tháng Ba năm 2014 trang web và kpvz7ki2v5agwt35.onion miền đã bị hack và chuyển hướng đến Doxbin. Sau sự kiện này, nội dung bắt đầu được phản ánh đến nhiều địa điểm hơn. Trong Chiến dịch Onymous trong tháng 11 năm 2014, sau khi lưu trữ Bungari của nó đã bị xâm nhập, trang web đã phục vụ một thông điệp từ cơ quan thực thi pháp luật..